# Troglohyphantes jeanneli
Troglohyphantes jeanneli este o specie de păianjeni din genul Troglohyphantes, familia Linyphiidae, descrisă de Margareta Dumitrescu și Maria Georgescu în 1970.
Este endemică în România. Conform Catalogue of Life specia Troglohyphantes jeanneli nu are subspecii cunoscute.